# Kościół Najświętszego Serca Pana Jezusa w Paruszce
Kościół pw. Najświętszego Serca Pana Jezusa w Paruszce – katolicki kościół filialny znajdujący się w miejscowości Paruszka (gmina Krajenka). Należy do parafii św. Trójcy w Głubczynie.

## Historia

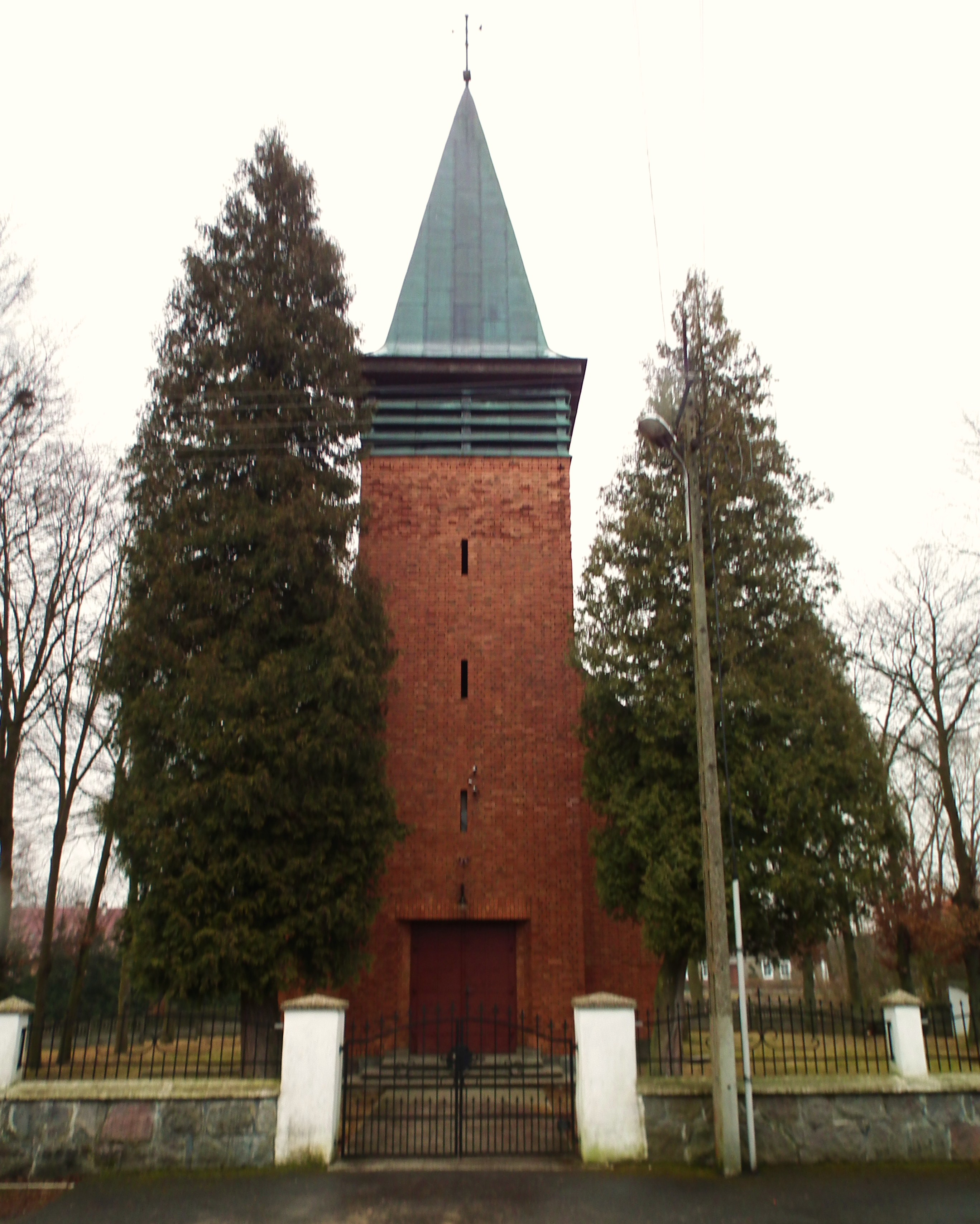
Wieża z wejściem

Na początku XVII wieku miejscowi protestanccy osadnicy z Holandii wybudowali we wsi małą kaplicę drewnianą, jaką kilkadziesiąt lat później utracili na rzecz parafii katolickiej w Głubczynie, do której kościół w Paruszce należy do dziś. W latach 1908–1930, we wsi sprawował nabożeństwa ksiądz Maksymilian Grochowski – działacz polski na Ziemi Złotowskiej. 
Obecną świątynię z czerwonej cegły wybudowano w latach 1927–1935. 
W 1981 obiekt wizytował biskup Tadeusz Werno (udzielił wówczas sakramentu bierzmowania). Proboszcz Jerzy Domin przeprowadził w tym samym okresie remont kościoła, w tym montaż witraży. W 1988 kolejnej wizytacji kościoła dokonał biskup Piotr Krupa, a w 1995 biskup Paweł Cieślik. 25 kwietnia 1990 świątynia przeżyła peregrynację Obrazu Matki Boskiej Częstochowskiej, której przewodniczył biskup Ignacy Jeż. W tym samym czasie przeprowadzono kolejny remont kościoła, a następny ukończono w 2016 (wymieniono m.in. drewniany sufit, a potem całość obiektu odmalowano w odcieniach zieleni).